# В поисках мистера Гудбара
«В поисках мистера Гудбара» (англ. Looking for Mr. Goodbar) — американский художественный фильм 1977 года, поставленный режиссёром Ричардом Бруксом по одноимённому роману Джудит Росснер.

## Сюжет
Тереза, молодая учительница, занимающаяся воспитанием глухих детей и недовольная своей скучной обыденной жизнью, отправляется на поиски острых ощущений. В поисках «идеального мужчины», которого она называет «мистером Гудбаром», Тереза начинает терять контроль над собственной жизнью. Тихая учительница днём, ночью она превращается в раскрепощённую постоянную посетительницу баров, которая меняет мужчин, как перчатки. Тони, один из её новых друзей, мучаясь от ревности, угрожает ей. Самоубийственное поведение Терезы с каждым днём приближает её к страшной развязке.

## В ролях
- Дайан Китон — Тереза Данн
- Тьюсдей Уэлд — Кэтрин
- Уильям Атертон — Джеймс
- Ричард Гир — Тони Ло Порто
- Ричард Кили — мистер Данн
- Алан Фенштейн — Мартин
- Том Беренджер — Гэри
- Присцила Пойнтер — миссис Данн

## Производство
15 сентября 1976 года было объявлено, что главную роль в фильме исполнит Дайан Китон. По воспоминаниям режиссёра Ричарда Брукса, Китон оказалась очень стеснительной девушкой, которая не могла заставить себя сниматься обнажённой. Положение было спасено, лишь когда выяснилось, что Китон могла бы сыграть в постельной сцене, если фоном будет звучать музыка Баха.
Том Беренджер, исполнивший роль убийцы, говорил, что находит что-то человеческое в каждом сыгранном отрицательном персонаже, но только не в этом фильме. Беренджер назвал персонаж омерзительным. По словам актёра, после съёмок он чувствовал себя «грязным», а по ночам его мучили кошмары.

## Награды и номинации
- 1978 — две номинации на премию «Оскар» за лучшую женскую роль второго плана (Тьюсдей Уэлд) и за лучшую операторскую работу (Уильям Фрейкер).
- 1978 — номинация на премию «Золотой глобус» за лучшую женскую роль в драматическом фильме (Дайан Китон).
- 1978 — номинация на премию Гильдии сценаристов США за лучшую адаптированную драму (Ричард Брукс).